# Bright Arrey-Mbi
Bright Akwo Arrey-Mbi (* 26. März 2003 in Kumba, Kamerun) ist ein deutsch-kamerunischer Fußballspieler. Der Innenverteidiger steht seit Juli 2024 bei Sporting Braga unter Vertrag.

## Kindheit
Arrey-Mbi wurde im kamerunischen Kumba geboren und zog mit seiner Familie im Alter von 6 Jahren nach Deutschland in das niederrheinische Kaarst. Sein Vater, der heute als Anwalt in Großbritannien tätig ist, spielte in den 1980er-Jahren in seinem Heimatland professionell Fußball. 2014 zog Arrey-Mbi mit seiner Mutter aus beruflichen Gründen nach England. Dort ging er fortan in Bedford zur Schule.

## Karriere

### Vereine

#### Jugend in Kaarst und England
Arrey-Mbi begann in Kaarst bei der dort ansässigen Sportgemeinschaft mit dem Fußballspielen. Sein Trainer organisierte ihm ein Probetraining bei Fortuna Düsseldorf, in dem er allerdings nicht zu überzeugen wusste. Lokalrivale Borussia Mönchengladbach lehnte zunächst ein Probetraining ab, ließ sich allerdings von Arrey-Mbis Kaarster Jugendtrainer überzeugen und begutachtete ihn bei einem Probetraining, wo dieser die Jugendtrainer überzeugte. Ein Beitritt in das Nachwuchsleistungszentrum der Mönchengladbacher folgte allerdings nicht, da kurz darauf der Umzug nach England stattfand. Dort trat Arrey-Mbi dem Bedford FC bei, ehe er über Norwich City in die Nachwuchsakademie des FC Chelsea wechselte. In der Saison 2018/19 absolvierte er im Rahmen von Probetrainings Pflichtspiele mit der U18 von Leicester City (ein Spiel am 1. Dezember 2018), West Ham United (ein Spiel am 15. Dezember 2018) und der Wolverhampton Wanderers (5 Spiele im März und April 2019).

#### FC Bayern München
Zur Saison 2019/20 kehrte er nach Deutschland zurück und schloss sich dem Nachwuchsleistungszentrum des FC Bayern München an. Obwohl noch ein Jahr für die B-Junioren (U17) spielberechtigt, gehörte Arrey-Mbi dem Kader der A-Junioren (U19) an und kam regelmäßig in der A-Junioren-Bundesliga sowie UEFA Youth League zum Einsatz. In der Winterpause nahm der 16-Jährige zudem unter Hansi Flick am Trainingslager der Profimannschaft teil. Nachdem der Verteidiger im August 2020 beim Achtelfinalrückspiel in der Champions League gegen seinen ehemaligen Verein FC Chelsea ohne Einsatz im Spieltagskader gestanden hatte und kurz zuvor bei einem Testspiel gegen Olympique Marseille rund eine halbe Stunde zum Einsatz gekommen war, reiste er mit der Mannschaft zum Finalturnier nach Lissabon, kam dort jedoch nicht zum Einsatz.
Zur Saison 2020/21 rückte der 17-Jährige, der in dieser Spielzeit eigentlich dem jungen U19-Jahrgang angehörte, in die zweite Mannschaft auf, die in der 3. Liga spielte. Nach 4 Drittligaeinsätzen und einem bei der U19 debütierte Arrey-Mbi am 1. Dezember 2020 in der ersten Mannschaft, als er beim 1:1-Unentschieden im Champions-League-Spiel gegen Atlético Madrid in der Startelf stand. Mit 17 Jahren und 250 Tagen wurde er zum jüngsten Spieler, der bis dahin für den FC Bayern in der Königsklasse aufgelaufen war. Arrey-Mbi kam in dieser Spielzeit neben dem Champions-League-Einsatz auf 15 Drittligaspiele, stieg mit der Mannschaft allerdings in die Regionalliga Bayern ab.
In der Saison 2021/22 stand der Innenverteidiger weiterhin im Kader der zweiten Mannschaft. Zudem spielte er mit der U19 in der UEFA Youth League. Bis zur Winterpause kam er auf 20 Regionalligaeinsätze und 2 Einsätze in der UEFA Youth League. Da der Profikader Anfang Januar 2022 am 18. Spieltag aufgrund von Corona-Infektionen, Verletzungen und Abstellungen zum Afrika-Cup 2022 stark dezimiert war, stand Arrey-Mbi unter Julian Nagelsmann bei einer 1:2-Niederlage gegen Borussia Mönchengladbach erstmals in der Bundesliga im Spieltagskader, ohne jedoch eingewechselt zu werden; alle Feldspieler auf der Bank des FC Bayern kamen dabei aus der zweiten Mannschaft oder U19.

#### Über Köln nach Hannover
Ende Januar 2022 verlängerte Arrey-Mbi seinen Vertrag beim FC Bayern bis zum 30. Juni 2025 und wechselte bis zum 30. Juni 2023 auf Leihbasis zum 1. FC Köln. Bis zum Ende der Saison 2021/22 kam er in der Bundesliga unter Steffen Baumgart nicht zum Einsatz, sondern stand nur 4-mal im Spieltagskader. Spielpraxis sammelte der Innenverteidiger in der zweiten Mannschaft, für die er 6-mal in der Regionalliga West spielte. Seine Situation änderte sich zum Beginn der neuen Spielzeit nicht. Während er in der Bundesligamannschaft keine Rolle spielte, kam Arrey-Mbi 4 weitere Male in der Regionalliga West zum Einsatz.
Ende August 2022 wurde die Leihe mit den Kölnern vorzeitig beendet und Arrey-Mbi wechselte bis zum Ende der Saison 2022/23 auf Leihbasis zum Zweitligisten Hannover 96, der anschließend über eine Kaufoption verfügt. Unter dem Cheftrainer Stefan Leitl kam er in 15 Zweitligaspielen zum Einsatz, wobei er 14-mal in der Startelf stand. Vor der Saison 2023/24 wurde Arrey-Mbi fest verpflichtet und mit einem Vertrag bis zum 30. Juni 2025 mit der Option auf ein weiteres Jahr ausgestattet.

#### Wechsel nach Portugal
Zur Saison 2024/25 wechselte Arrey-Mbi zum portugiesischen Erstligisten Sporting Braga und unterschrieb dort einen Vertrag bis zum 30. Juni 2029.

### Nationalmannschaft
Nachdem die Familie nach England gezogen war, absolvierte Arrey-Mbi einige Partien für die englische U15-Nationalmannschaft. Da er nicht die britische Staatsbürgerschaft besitzt, waren für den englischen Fußballverband nur Testspiele im Juniorenbereich möglich. Zwischen September 2018 und Februar 2019 lief der Verteidiger in sechs Spielen für die deutsche U16-Nationalmannschaft auf. Von September 2019 bis Februar 2020 war er in der U17- und vom 3. September 2021 bis zum 26. März 2022 für die U19-Nationalmannschaft aktiv. Seit dem 8. September 2023 spielt der für die U21-Nationalmannschaft.